# Mary Quant
OBE Mary Quant (født 11. februar 1930 i London, død 13. april 2023) var en engelsk modedesigner, der blandt andet opfandt miniskørtet i 1950'erne, opkaldt efter hendes yndlingsbil, en Morris Mini. Derudover har hun designet plastikregnfrakker, støvler og forklædekjoler.
Hun blev uddannet ved Goldsmiths College of Art i London. Efterfølgende åbnede hun i 1955 en butik i London, der hed Bazaar, sammen med sin mand. En butik mere fulgte i 1961. To år efter begyndte hun at eksportere sine designs til USA, hvor der var efterspørgsel efter dem. Fra 1958 krøb de nederdele, hun designede længere og længere op, for til sidst at ende med miniskørtet i 1965. Det diskuteres dog stadig, om hun er den reelle opfinder. Hun modtog Order of the British Empire blandt andet iført et miniskørt i 1966.